# Хэнань-Монгольский автономный уезд
Хэнань-Монгольский автономный уезд (кит. упр. 河南蒙古族自治县, пиньинь Hénán Ménggǔ zìzhìxiàn) — автономный уезд Хуаннань-Тибетского автономного округа провинции Цинхай (КНР). Слово «Хэнань» в названии означает «южнее Реки».

## История
Во времена империи Цин это были земли монголов-хошоутов, коротко называемые «землями Хэнаньского удельного князя». Во времена Китайской республики из них в 1935 году был выделен уезд Тундэ, а оставшиеся «Хэнаньские три хошуна» (河南三旗) находились в непосредственном подчинении властям провинции.
В октябре 1954 года был создан Хэнань-Монгольский автономный район (河南蒙族自治区) уездного уровня, подчинённый напрямую властям провинции Цинхай. В июне 1955 года Хэнань-Монгольский автономный район был переименован в Хэнань-Монгольский автономный уезд (河南蒙族自治县).
В январе 1959 года решением Госсовета КНР Хэнань-Монгольский автономный уезд был передан в состав Хуаннань-Тибетского автономного района.
В 1964 году написание названия Хэнань-Монгольского автономного уезда было изменено с 河南蒙族自治县 на 河南蒙古族自治县.

## Административное деление
Хэнань-Монгольский автономный уезд делится на 1 посёлок и 4 волости.